# 22782 Kushalnaik
22782 Kushalnaik (1997 GJ19) là một tiểu hành tinh vành đai chính được phát hiện ngày 12 tháng 4 năm 1997 bởi Nhóm nghiên cứu tiểu hành tinh gần Trái Đất phòng thí nghiệm Lincoln ở Socorro.